# Jacques Sternberg
Jacques Sternberg (Amberes, Bélgica, 17 de abril de 1923-París, Francia, 11 de octubre de 2006) fue un novelista, cuentista, guionista y periodista belga-francés de origen judío.
Su trabajo en el campo de la ciencia ficción y de la literatura fantástica y la impresionante cantidad de microrrelatos que escribió (alrededor de 1.500), además del guion de la película Je t'aime, je t'aime, dirigida por Alain Resnais, y su participación en el célebre Grupo Pánico, lo hicieron mundialmente reconocido.

## Biografía
Cuando estalló la Segunda Guerra Mundial, Sternberg, sus padres y su hermana debieron emigrar. Pasaron por distintas ciudades de Francia y finalmente se afincaron en Cannes. Tiempo después, debido a la persecución, tuvieron que emigrar nuevamente. Viajaron a España, donde los detuvieron. Fueron enviados a Francia, al Campo de Gurs. Jacques Sternberg pudo escaparse durante un traslado en 1943. Su padre, en cambio, murió en Majdanek. La hermana y la madre habían conseguido la libertad tiempo antes.
Tras una estadía en París, vuelve a Amberes, donde se casa, tiene un hijo y comienza a escribir sus microrrelatos. En 1951 vuelve a París. En los años siguientes publicará, entre otros libros, La géométríe dans l’imposible, Le délit, La sortie est au fond de l'espace, L'employé (Premio de Humor Negro 1961) y Un jour ouvrable.
En 1962, participa con Roland Topor, Fernando Arrabal y Alejandro Jodorowsky de la fundación del mítico Grupo Pánico.
Realizó importantes antologías que llevaron al reconocimiento en Francia a autores como Howard Phillips Lovecraft o Fredric Brown.
De espíritu anarquista, nunca aceptó que se lo catalogara de ningún modo y no se sentía identificado con el linaje judío ni belga; prefería definirse simplemente como "mortal".
Fue un gran amante de la navegación (dedicó a ese asunto su novela Le navigateur) y se trasladaba de aquí para allá en una bicicleta motorizada Solex con la que llegó a recorrer 300.000 kilómetros durante su vida.
Antes de consolidarse como escritor, Sternberg realizó los más diversos trabajos, desde embalador hasta publicista y detective.
Murió a los 83 años, a raíz de un cáncer de pulmón.

## Obra
La obra de Sternberg está atravesada por el terror (no se trata del terror clásico, de vampiros o fantasmas, sino del terror de la vida urbana contemporánea), siempre con los matices que proveen el humor y el absurdo. Si bien su estilo es clásico, sus textos tienen un fuerte componente vanguardista.
Sternberg logró confundir la frontera entre lo fantástico y la ciencia ficción. Su trabajo fue fundamental para renovar la ciencia ficción en Francia y también más allá de las fronteras. Consideraba a la ciencia ficción una rama de la literatura fantástica, como dejó en claro en su notable ensayo Une Succursale du Fantastique nommée Science-Fiction.
Sus cuentos y microrrelatos tienen un humor casi surrealista, una noción kafkiana del absurdo, un gusto por lo macabro y una visión pesimista y despiada (cercana al nihilismo) sobre el mundo.

«En sus relatos lo fantástico cotidiano se mezcla con el absurdo y el humor negro. Los seres más comunes y las fuerzas de la naturaleza se rebelan contra su destino y se salen de sus moldes ordinarios. Nos encontramos ante un mundo donde lo extraño y lo ambiguo se imponen de una manera ineluctable y fría». Juan Herrero Cecilia.

Entre sus libros más destacados, pueden mencionarse los cuentos y microrrelatos de Contes glacés, Histoires à dormir sans vous y Dieu, moi et les autres, las novelas La sortie est au fond de l'espace, Toi, ma nuit y Sophie, la mer et la nuit y la autobiografía Profession, mortel: fragments d'autobiographie.